# نحت الحجر
نحت الحجر هو نشاط يتم من خلاله تشكيل قطع من الحجر الطبيعي الخام عبر إزالة الحجر بشكل متقن. بفضل صلابة المادة، حافظت العديد من الأعمال الحجرية التي تم إنشاؤها في العصور القديمة أو العصور ما قبل التاريخ أو الماضي.
الأنشطة التي قامت بها مجتمعات العصر الحجري القديم في صناعة الأدوات الحجرية تُعرف عادة باسم "القطع". يُطلق على نحت الحجر الذي يتم من أجل إنشاء الحروف مصطلح "الكتابة". أما عملية استخراج الحجر من الأرض فتسمى التعدين أو المحاجر.

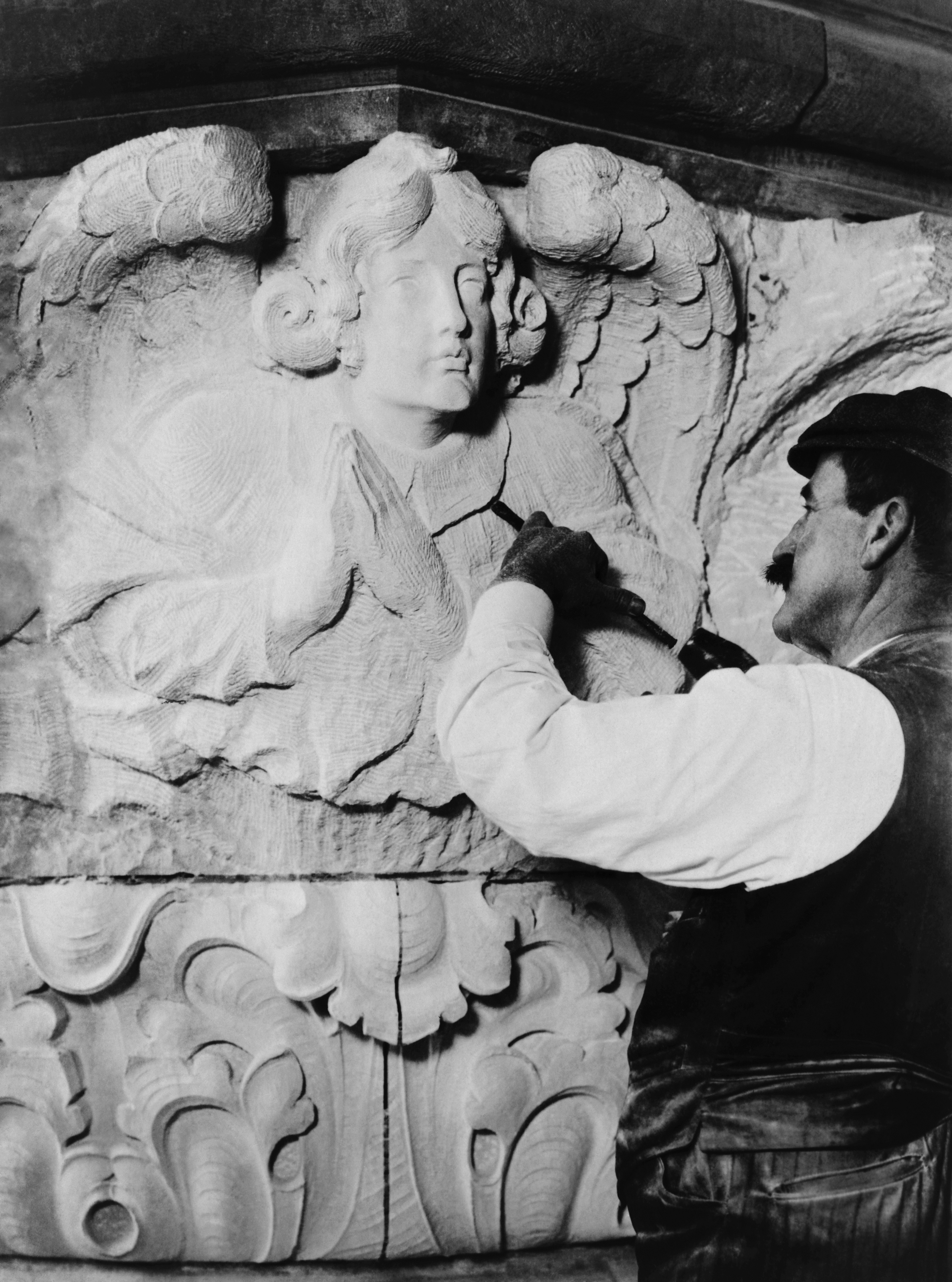

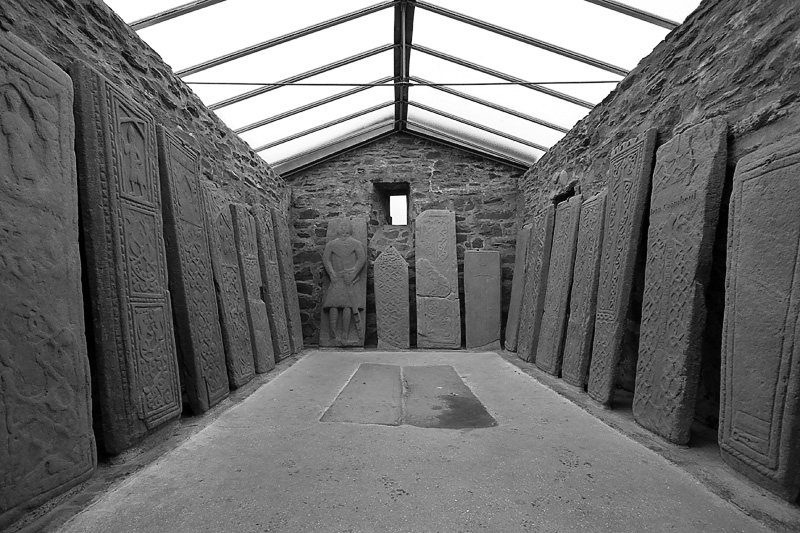

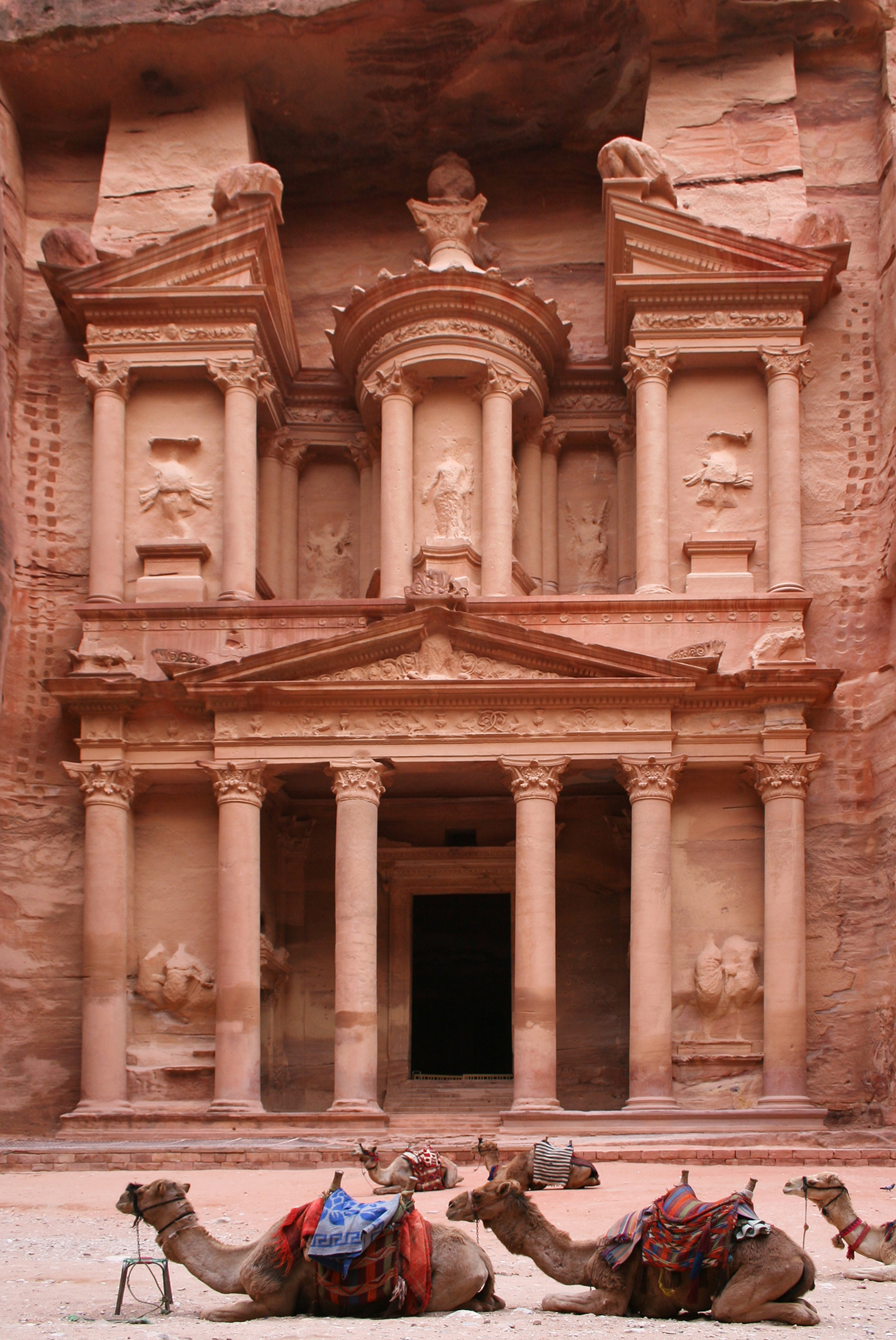

يعد نحت الحجر من العمليات التي قد يستخدمها الفنان لإنشاء منحوتة. كما يشير المصطلح إلى عمل البنائين في تجهيز كتل الحجر لاستخدامها في الهندسة المعمارية أو البناء أو الهندسة المدنية. كما يُستخدم المصطلح من قبل علماء الآثار والمؤرخين وعلماء الأنثروبولوجيا لوصف النشاط المرتبط بصناعة بعض أنواع النقوش الصخرية.

## تاريخ
أقدم الأعمال الفنية التمثيلية المعروفة هي المنحوتات الحجرية. في كثير من الأحيان تظل العلامات المنحوتة في الصخور أو النقوش الصخرية باقية حيث لا يمكن للأعمال المرسومة أن تظل باقية. قد يصل عمر تماثيل فينوس ما قبل التاريخ مثل فينوس بيريخات رام إلى 250 ألف عام، وهي منحوتة في أحجار مثل التوف والحجر الجيري.
هذه الأمثلة الأولى للنحت على الحجر هي نتيجة لضرب أو خدش حجر أكثر ليونة بحجر أكثر صلابة، على الرغم من أنه من المعروف في بعض الأحيان أنه تم استخدام مواد أكثر مرونة مثل قرون الحيوانات للحصول على حجر ناعم نسبيًا. كانت إحدى التقنيات المبكرة الأخرى هي استخدام مادة كاشطة يتم فركها على الحجر لإزالة المنطقة غير المرغوب فيها. قبل اكتشاف الفولاذ من قبل أي ثقافة، كانت جميع عمليات نحت الحجر تتم باستخدام تقنية التآكل، بعد قطع كتلة الحجر بشكل خشن باستخدام المطارق. السبب في ذلك هو أن البرونز، وهو أصعب المعادن المتاحة حتى الفولاذ، ليس صلبًا بما يكفي للتعامل مع أي حجر سوى الحجر الناعم. استخدم الإغريق القدماء ليونة البرونز لاحتجاز حبيبات صغيرة من الكربوروندوم، والتي توجد بشكل طبيعي في جزيرة ميلوس، مما أدى إلى صنع ملف فعال للغاية لصقل الحجر. أدى تطور الحديد إلى إمكانية صنع أدوات نحت الحجر، مثل الأزاميل والمثاقب والمناشير المصنوعة من الفولاذ، والتي كانت قادرة على التصلب والتعديل إلى حالة صلبة بما يكفي لقطع الحجر دون تشوه، في حين لا تكون هشة لدرجة التهشم. لقد تغيرت أدوات النحت قليلاً منذ ذلك الحين.
لا تزال التقنيات الحديثة والصناعية والكميات الكبيرة تعتمد بشكل كبير على التآكل لقطع وإزالة الحجر، على الرغم من أن ذلك يحدث بمعدل أسرع بشكل ملحوظ مع عمليات مثل تآكل الماء وقطع المنشار الماسي. تستخدم إحدى تقنيات نحت الحجر الحديثة عملية جديدة: تقنية تطبيق درجة حرارة عالية مفاجئة على السطح. يؤدي توسع السطح العلوي بسبب الارتفاع المفاجئ في درجة الحرارة إلى انفصاله. على نطاق صغير، يتم استخدام مشاعل الأكسجين والأسيتيلين. على المستوى الصناعي، يتم استخدام الليزر. على نطاق واسع، يتم إنتاج المنحوتات مثل النصب التذكاري للجواد الجامح المنحوت من جرانيت في جبل راشمور ومتنزه في ألباني، جورجيا باستخدام مشاعل الحرارة النفاثة.

## النحت الحجري
إن نحت الحجر وتحويله إلى منحوتات هو نشاط أقدم من الحضارة نفسها. كانت المنحوتات ما قبل التاريخ عبارة عن أشكال بشرية في الغالب، مثل تمثال فينوس ويليندورف والتماثيل التي لا وجه لها في الثقافات السيكلادية. ابتكرت الثقافات اللاحقة أشكالاً حيوانية، وأشكالاً بشرية-حيوانية، وأشكالاً مجردة في الحجر. استخدمت الثقافات الأولى تقنيات الكشط، وتستخدم التكنولوجيا الحديثة المطارق الهوائية وأجهزة أخرى. لكن على مدى الجزء الأكبر من تاريخ البشرية، استخدم النحاتون المطرقة والإزميل كأدوات أساسية لنحت الحجر.
تبدأ العملية باختيار الحجر الذي سيتم نحته. يستخدم بعض الفنانين الحجر نفسه كمصدر إلهام؛ حيث ادعى فنان عصر النهضة مايكل أنجلو أن مهمته كانت تحرير الشكل البشري المحاصر داخل الكتلة. يبدأ فنانون آخرون بشكل محدد في أذهانهم ثم يبحثون عن حجر يكمل رؤيتهم. قد يبدأ النحات بتشكيل نموذج من الطين أو الشمع، ثم يرسم شكل التمثال على الورق أو يرسم الخطوط العريضة العامة للتمثال على الحجر نفسه.
عندما يكون الفنان جاهزًا للنحت، فإنه عادة ما يبدأ بإزالة أجزاء كبيرة من الحجر غير المرغوب فيه. هذه هي مرحلة "التحضير" لعملية النحت. بالنسبة لهذه المهمة، قد يختارون إزميلًا مدببًا، وهو عبارة عن قطعة فولاذية طويلة وثقيلة ذات طرف مدبب وسطح ضرب عريض في الطرف الآخر. يمكن أيضًا استخدام أداة الرمي في هذه المرحلة المبكرة؛ وهي عبارة عن إزميل على شكل إسفين ذو حافة عريضة ومسطحة. تعتبر أداة التقسيم مفيدة لتقسيم الحجر وإزالة القطع الكبيرة غير المرغوب فيها. يتم استخدام هذين الإزميلين مع مطرقة البناء.
بمجرد تحديد الشكل العام للتمثال، يستخدم النحات أدوات أخرى لتحسين الشكل. يحتوي الإزميل المسنن أو الإزميل المخلبي على أسطح حفر متعددة مما يؤدي إلى إنشاء خطوط متوازية في الحجر. تُستخدم هذه الأدوات عادةً لإضافة نسيج إلى الشكل. قد يقوم الفنان بتحديد خطوط محددة باستخدام الفرجار لقياس مساحة الحجر المراد معالجتها، ووضع علامة على منطقة الإزالة بقلم رصاص أو فحم أو طباشير. يستخدم نحات الحجر عادةً ضربة أقل عمقًا في هذه المرحلة من العملية، وعادةً ما يتم ذلك بالاشتراك مع مطرقة خشبية.
في النهاية نجح النحات في تحويل الحجر من كتلة خشنة إلى الشكل العام للتمثال النهائي. ثم يتم استخدام الأدوات المسماة بالمبردات والمقصات لتحسين الشكل إلى شكله النهائي. المبرد هو أداة مسطحة مصنوعة من الفولاذ ولها سطح خشن. يستخدم النحات ضربات واسعة وواسعة لإزالة الحجارة الزائدة على شكل رقائق صغيرة أو غبار. المشط هو شكل أصغر من المبرد، والذي يمكن استخدامه لإنشاء تفاصيل مثل طيات الملابس أو خصلات الشعر.
المرحلة النهائية لعملية النحت هي التلميع. يمكن استخدام ورق الصنفرة كخطوة أولى في عملية التلميع، أو قطعة قماش الصنفرة. كما يتم استخدام الصنفرة، وهي حجر أكثر صلابة وخشونة من حجر النحت، في عملية التشطيب. يؤدي هذا التآكل أو التآكل إلى إظهار لون الحجر، ويكشف عن الأنماط الموجودة على السطح ويضيف لمعانًا. في كثير من الأحيان يتم استخدام أكاسيد القصدير والحديد لإعطاء الحجر مظهرًا خارجيًا عاكسًا للغاية.
يمكن نحت المنحوتات إما بطريقة النحت المباشر أو غير المباشر. النحت غير المباشر هو طريقة للنحت باستخدام نموذج دقيق من الطين أو الشمع أو الجبس، والذي يتم نسخه بعد ذلك باستخدام البوصلة أو المقسمات النسبية أو آلة التأشير. طريقة النحت المباشر هي طريقة للنحت بطريقة أكثر حدسية، دون الحاجة إلى إنشاء نموذج متقن أولاً. في بعض الأحيان يتم عمل رسم تخطيطي على الورق أو مسودة طينية خشنة.

## اعتبارات نحت الحجر
لقد تم استخدام الحجر للنحت منذ العصور القديمة لأسباب عديدة. معظم أنواع الحجارة أسهل في العثور عليها من خامات المعادن، والتي يجب استخراجها وصهرها. يمكن حفر الحجر من السطح ونحته باستخدام الأدوات اليدوية. يعتبر الحجر أكثر متانة من الخشب، كما أن المنحوتات الحجرية تدوم لفترة أطول بكثير من التحف الخشبية. يأتي الحجر بأصناف عديدة ويتمتع الفنانون بخيارات وفيرة من حيث اللون والجودة والصلابة النسبية.
يمكن نحت الأحجار الناعمة مثل الطباشير وحجر الصابون والخفاف والطوفة بسهولة باستخدام عناصر موجودة مثل الحجر الأكثر صلابة أو في حالة الطباشير حتى باستخدام ظفر الإصبع. يمكن معالجة الحجر الجيري والرخام باستخدام المواد الكاشطة والأدوات الحديدية البسيطة. من الصعب نحت الجرانيت والبازلت وبعض الأحجار المتحولة حتى باستخدام الأدوات المصنوعة من الحديد أو الفولاذ؛ وعادةً ما تستخدم أدوات ذات أطراف مصنوعة من كربيد التنغستن، على الرغم من أن المواد الكاشطة لا تزال تعمل بشكل جيد. في كثير من الأحيان تستخدم التقنيات الحديثة مواد كاشطة مرفقة بأدوات آلية لقطع الحجر. كما يتم نحت الأحجار الكريمة وشبه الكريمة إلى أشكال دقيقة للمجوهرات أو العناصر الأكبر حجمًا، وتلميعها؛ ويشار إلى ذلك أحيانًا باسم "الصقل"، على الرغم من أن الصقل بالمعنى الدقيق للكلمة يشير إلى القطع والتلميع فقط.
عند العمل، تطلق بعض الحجارة غبارًا يمكن أن يضر بالرئتين (عادةً ما تكون بلورات السيليكا هي المسؤولة عن ذلك)، لذلك قد تكون هناك حاجة إلى جهاز تنفس صناعي في بعض الأحيان.

## تشكيل الحجر والأدوات
تنقسم أدوات نحت الحجر الأساسية إلى خمس فئات:
- أدوات الإيقاع للضرب، مثل المطارق، والفؤوس، والمعاول، والمناجل، والمطارق المسننة.
- أدوات لتشكيل الحجر بشكل خشن، لتشكيل كتلة بالحجم المطلوب للنحت. وتشمل هذه الأدوات ،الريش والأوتاد وأدوات الرمي.
- إزميل القطع ، مثل إزميل الحروف، والنقط، وأدوات النقش، وإزميل المخلب. من ناحية أخرى، قد تكون الأزاميل محمولة باليد ومطرقية أو تعمل بالطاقة الهوائية.
- أدوات الماس التي تتضمن نتوءات، وعجلات الكأس، والشفرات المثبتة على مجموعة من الأدوات الكهربائية. يتم استخدامها أحيانًا في جميع مراحل عملية النحت بدءًا من العمل الخام وحتى التشطيب النهائي.
- المواد الكاشطة لإزالة المواد، مثل كتل الكربوروندوم ، والمثاقب، والمناشير، وعجلات الطحن والقطع، والآلات الكاشطة بالماء وأدوات التزيين مثل المجارف الفرنسية والإنجليزية.

وتستخدم العمليات الأكثر تقدمًا، مثل القطع بالليزر ومشاعل النفاثات، درجات حرارة عالية مفاجئة مع مزيج من مياه التبريد لتفتيت رقائق الحجر. وقد تتضمن العمليات الحديثة الأخرى استخدام آلات الأسلاك الماسية أو غيرها من معدات الإنتاج واسعة النطاق لإزالة أقسام كبيرة من الحجر غير المرغوب فيه.
من الممكن استخدام الأزاميل لنحت الحجر بعدة طرق. اثنان هما:
- ضربة البناء، حيث يتم استخدام إزميل مسطح بزاوية 90 درجة تقريبًا على السطح في عملية مسح منظمة. إنه يحطم الحجر الموجود تحته، وكل تمريرة متتالية تخفض السطح.
- ضربة الكتابة، حيث يتم استخدام الإزميل على طول السطح بزاوية 30 درجة تقريبًا للقطع أسفل السطح الموجود.

هناك العديد من أنواع وأنماط أدوات نحت الحجر، وسيقرر كل نحات بنفسه الأدوات التي سيستخدمها. قد يستخدم التقليديون الأدوات اليدوية فقط.
- تستخدم الأزاميل المخصصة لنقش ضربات صغيرة لإنشاء تفاصيل الحروف في التطبيقات الأكبر.
- تُستخدم إزميل نحت ذيل السمكة لإنشاء الجيوب والوديان والنحت المعقد، مع توفير رؤية جيدة حول الحجر.
- يتم استخدام إزميل البناء لتشكيل الحجارة بشكل عام.
- يتم استخدام الأدوات ذات الرأس الحجري لتقشير سطح الحجر.
- يتم استخدام أدوات المخلب الحجرية لإزالة القمم والأخاديد المتبقية من الأدوات المستخدمة سابقًا.
- يتم استخدام أدوات قذف الحجر لإزالة كميات كبيرة من الحجر.
- يتم استخدام أدوات تكسير الحجارة لتقسيم الحجارة عن طريق رسم خط على طول الحجر بضربات تدريجية حتى ينكسر الحجر على طول الخط.

المطارق الهوائية تعمل على جعل العمل الشاق أسهل. تتم عملية تشكيل الحجر بشكل أسرع باستخدام أدوات النحت الهوائية. تضع المطارق الهوائية (مثل Cuturi) آلاف الضربات في الدقيقة على نهاية الأداة، والتي عادة ما يتم تصنيعها أو تعديلها لتناسب الغرض. يتيح هذا النوع من الأدوات القدرة على "حلاقة" الحجر، مما يوفر ضربة ناعمة ومتسقة، مما يسمح بالعمل على أسطح أكبر.
من بين أنواع الأدوات الحديثة، هناك نوعان رئيسيان من الإزميلات لنحت الحجر:
- أدوات مصنوعة من الفولاذ عالي الكربون المعالج بالحرارة - مزورة بشكل عام
- أدوات ذات أطراف من كربيد التنغستن - بشكل عام يتم تشكيلها وشقها وإدخالات كربيد ملحومة لتوفير حافة قطع أكثر صلابة وعمرًا أطول.[5]

## معرض الصور

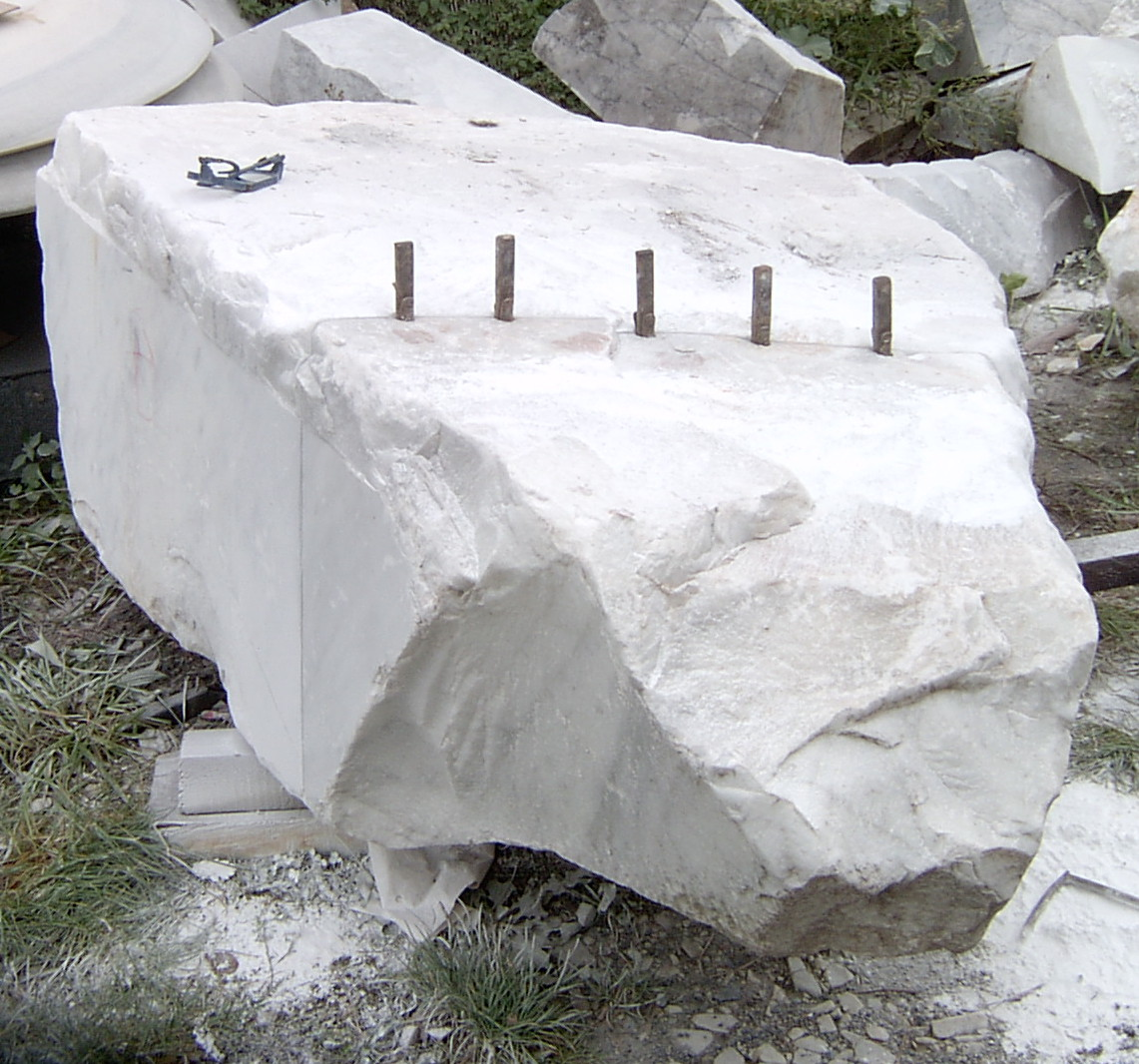
استخدام القابس والريش لتقسيم كتلة من الرخام من المحجر
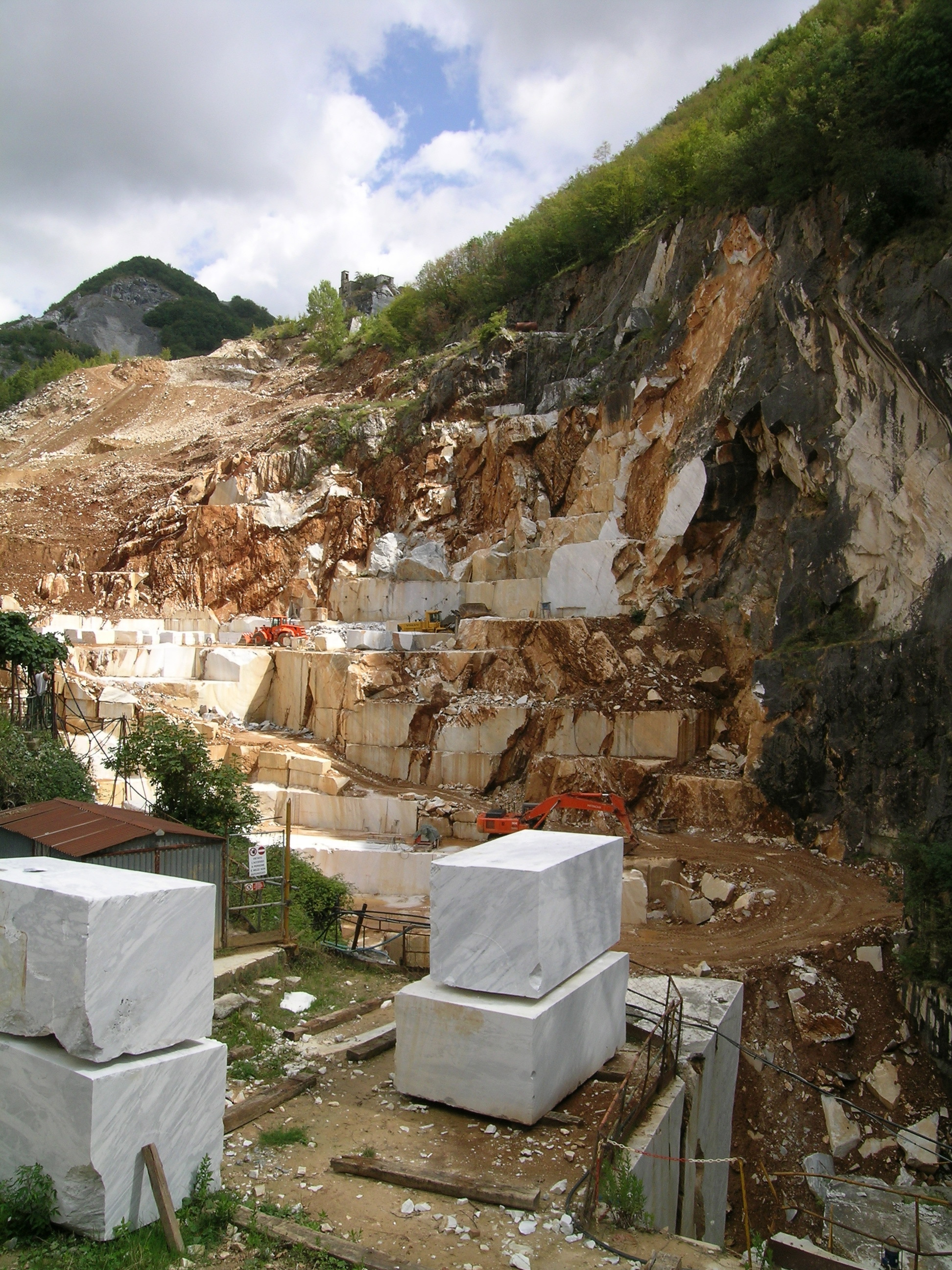
مقلع رخام كارارا
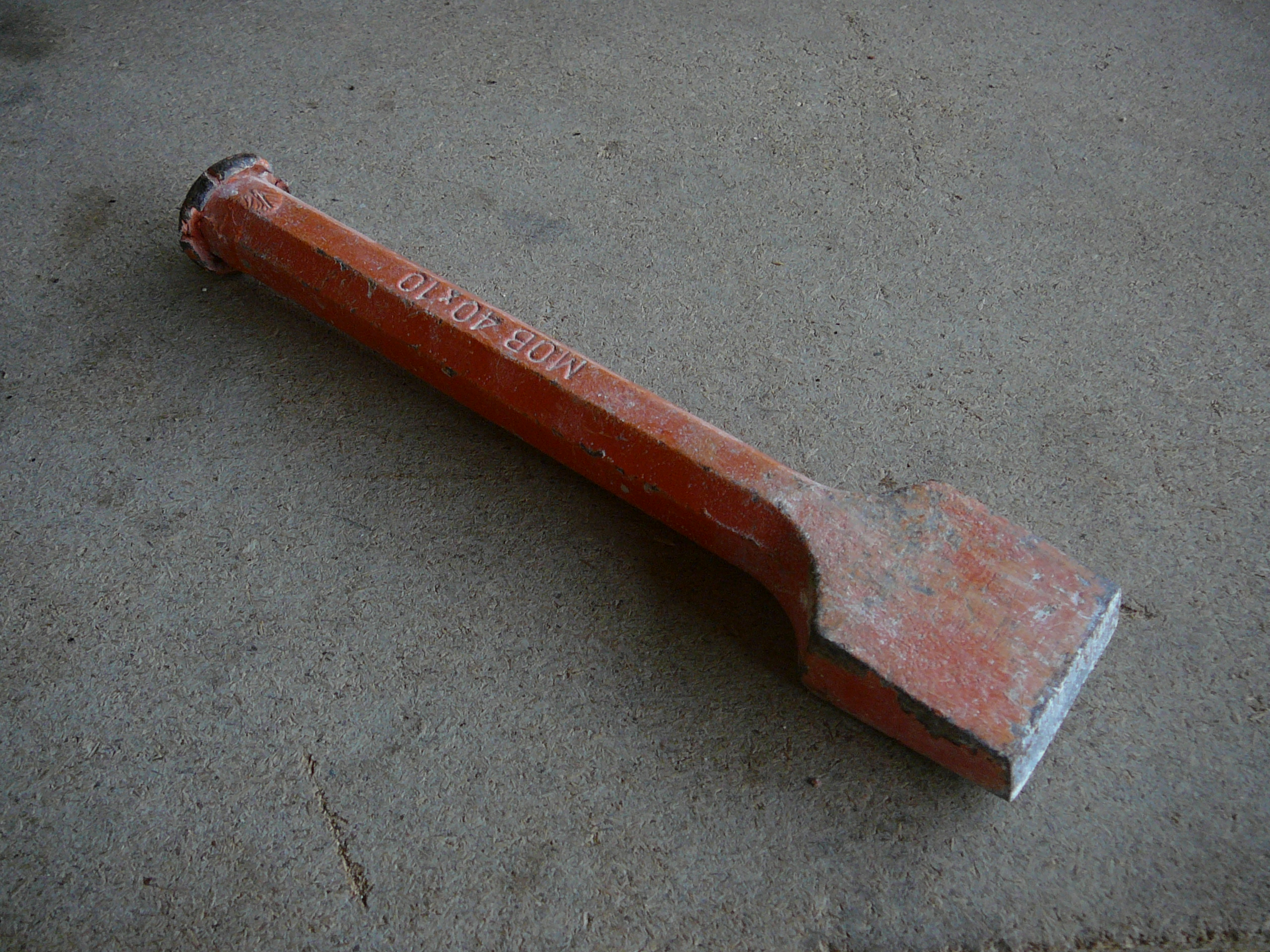
أداة الرمي المستخدمة في تشكيل الكتل الحجرية الأولية
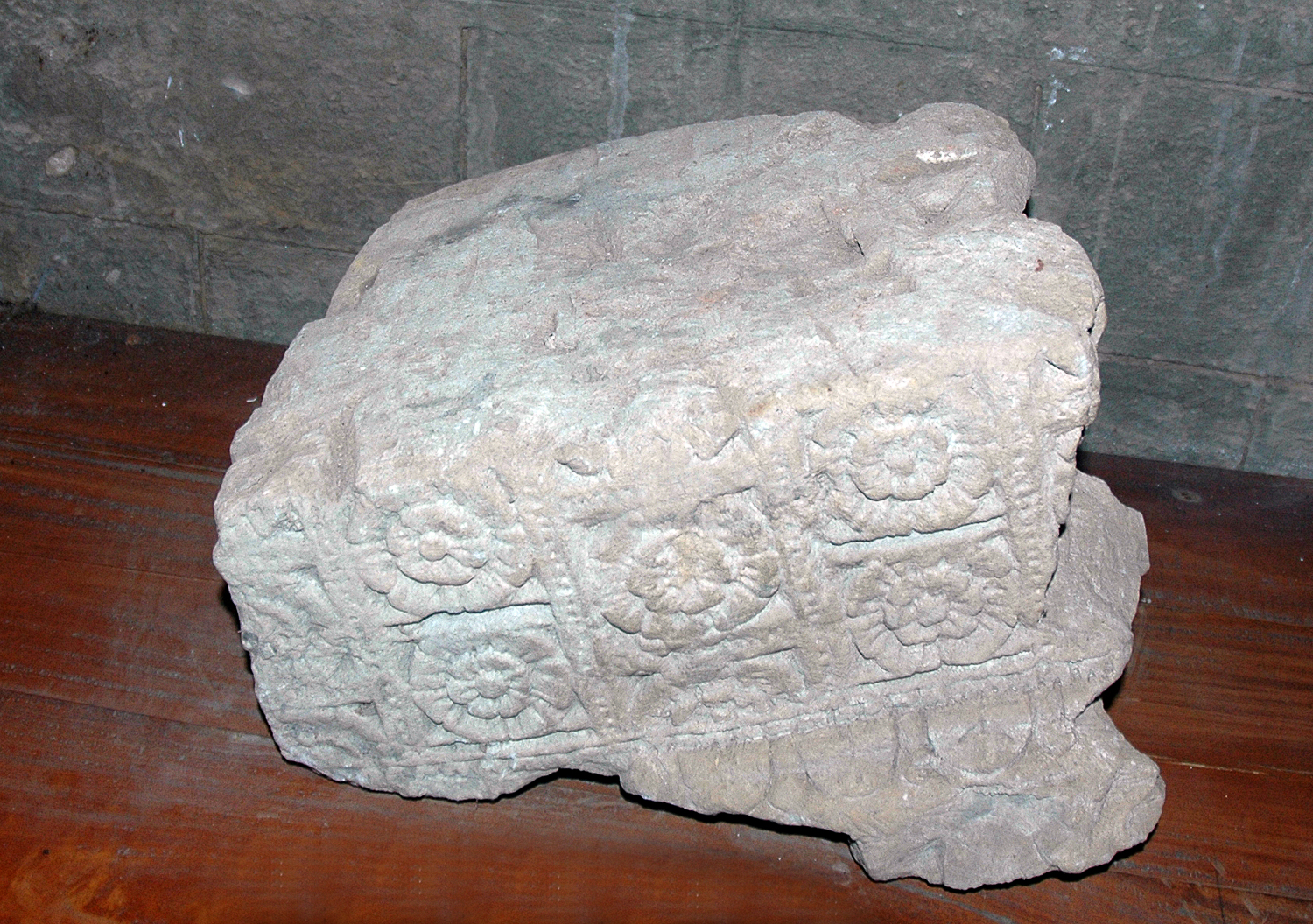
زهرة منحوتة على الحجر، عمل قديم، متحف جافنا الأثري، سريلانكا
منحوتة منحوتة، عمل قديم، من تشيتشن إيتزا ، المكسيك
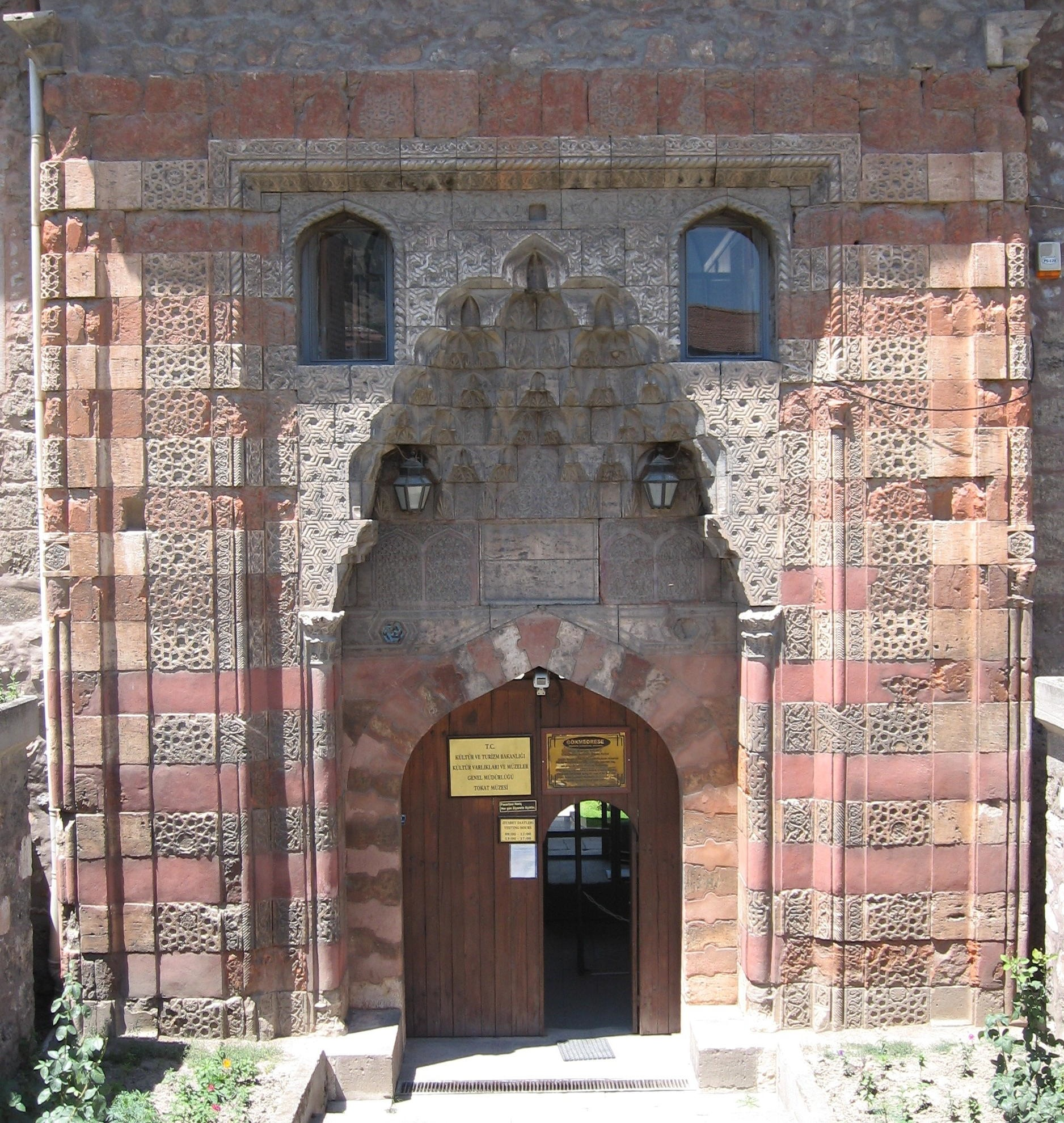
مدرسة سلجوق جوك في توكات ، تركيا
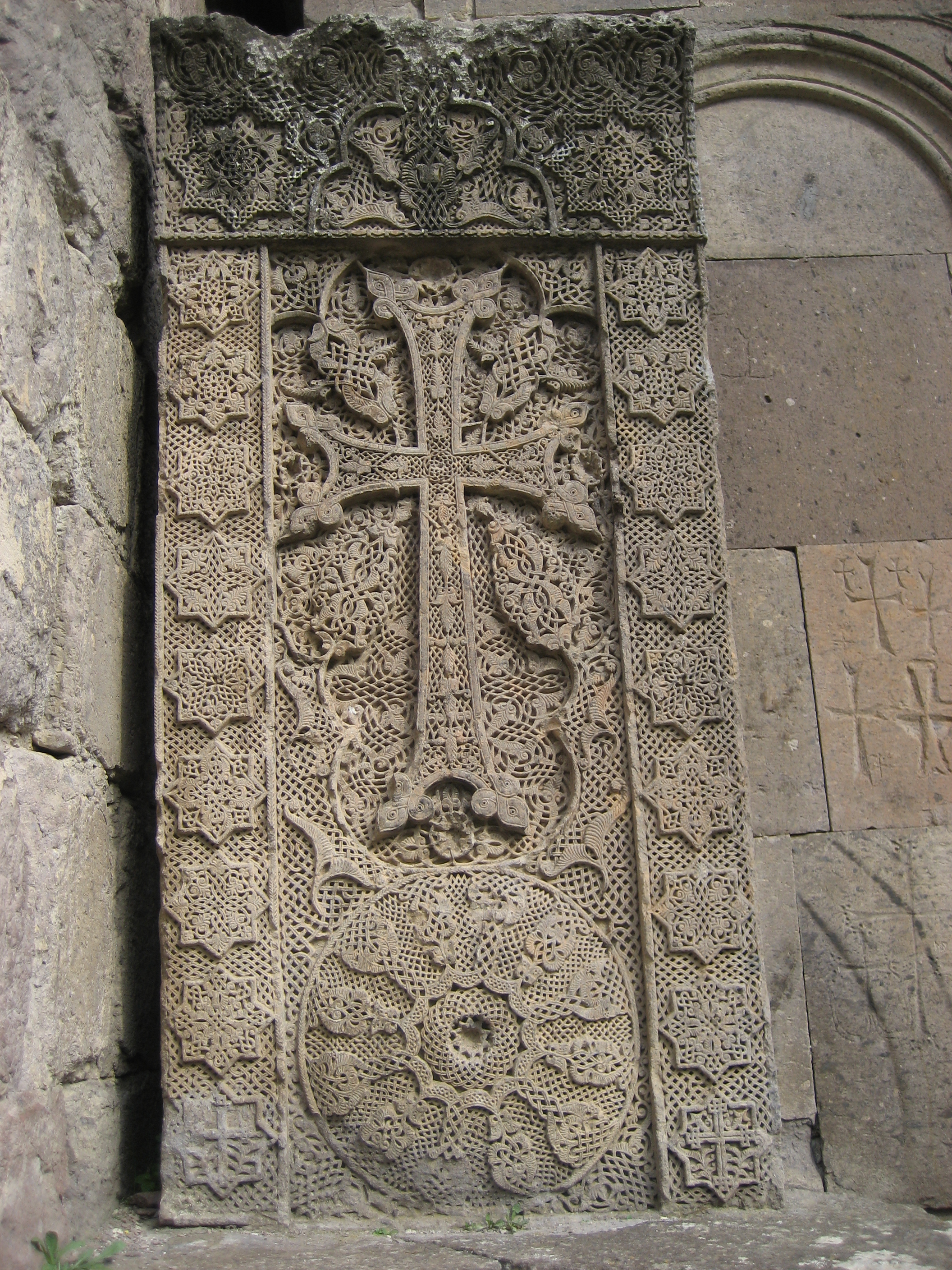
خاتشكار شهير في غوشافانك ، أرمينيا
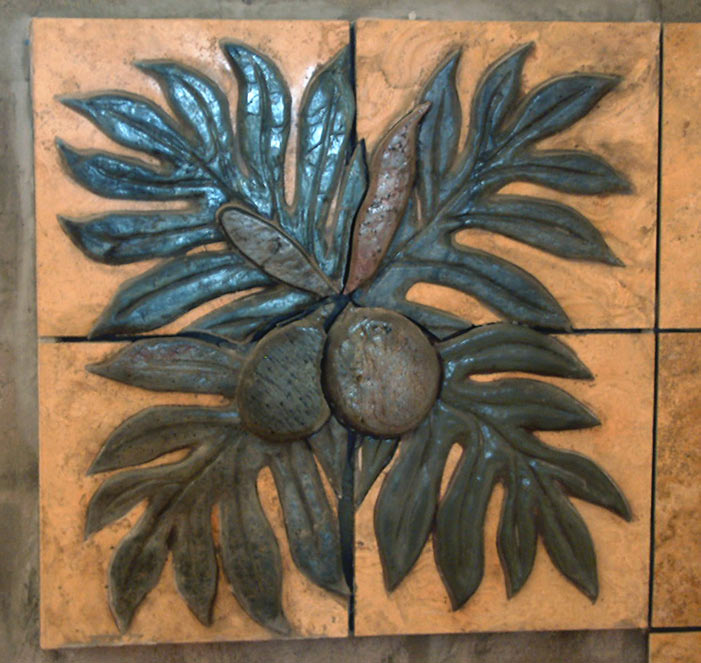
طريقة شفرة الماس والبت: جدارية ثلاثية الأبعاد من الحجر الأردوازي والترافرتين من تصميم جانا موريسون، 2007، ماوي، هاواي